# 稳坪镇
稳坪镇，是中华人民共和国贵州省铜仁市德江县下辖的一个乡镇级行政单位。

## 行政区划
稳坪镇下辖以下地区：
稳坪社区、铁坑村、坨底村、同心村、三角村、鲊鱼村、金庄村、游庄村、木叶村、甘溪村、对香村、花园村、国家村、深溪村、长兴村、坪顶村、三层村、枫香村和盖坪村。